# Jakovlevskij rajon (Territorio del Litorale)
Lo Jakovlevskij rajon (in russo Я́ковлевский райо́н?) è un rajon (distretto) del Territorio del Litorale, nell'estremo oriente russo; il capoluogo è il villaggio (selo) di Jakovlevka.